# Торимиды
Торимиды (лат. Torymidae) — семейство паразитических наездников надсемейства Chalcidoidea из отряда перепончатокрылые насекомые.

## Описание
Мелкие наездники (1—5 мм). Крылья с сильно редуцированным жилкованием. Имеют яркую окраску и увеличенные задние ноги. Торимиды (в узком составе, без Megastigminae) отличаются наличием: тела большинства таксонов с металлической окраской, редко только жёлтой; наличник недвулопастный (только в краевых случаях с глубокой вырезкой); расположение щетинок головы и дорсальной части мезосомы неправильное, несимметрично расположенное, часто плотное и прилегающее; переднеспинка сверху обычно не удлиненная, поперечная, заметно короче средней доли мезоскутума; маргинальная жилка обычно явно длиннее постмаргинальной, реже почти равна её длине, стигмальная жилка отходит под острым углом (обычно около 45°) с маргинальной жилкой, а стигма субквадратная или шире высоты, его высота меньше высоты костальной ячейки; задние тазики удлинённые, по крайней мере примерно в 2,5 раза длиннее средних тазиков.

## Биология
Паразитоиды и фитофаги.

## Генетика
Гаплоидный набор хромосом n = 4—6.

## Классификация
Мировая фауна включает 68 родов и около 1000 видов, в Палеарктике — 32 рода и около 500 видов. Фауна России включает 15 родов и 100 видов наездников этого семейства. В 2018 году в ходе ревизии подсемейство Megastigminae было выделено в отдельное семейство Megastigmidae (12 родов, около 200 видов). В составе Torymidae s.s. признано 6 подсемейств: Monodontomerinae, Toryminae, Podagrioninae, Chalcimerinae, Glyphomerinae, Microdontomerinae; трибы Palachiini, Torymoidini, Boucekinini, Propalachiini.
- Megastigminae[7][8][9]
  - Bootanelleus — Bootania — Bootanomyia — Bortesia — Ianistigmus — Malostigmus — Mangostigmus — Megastigmus — Neomegastigmus — Paramegastigmus — Westralianus
  - (2022): Striastigmus (Striastigmus bicoloratus), Vitreostigmus (Vitreostigmus maculatus Vitreostigmus kangarooislandi)[10]
- Toryminae[11]
  - Триба Chalcimerini
    - Chalcimerus

  - Триба Microdontomerini
    - Adontomerus
    - Ditropinotus
    - Eridontomerus
    - Erimerus
    - Idarnotorymus
    - Idiomacromerus
    - Microdontomerus
    - Ophiopinotus
    - Pseuderimerus
    - Zophodetus

  - Триба Monodontomerini (или в Monodontomerinae)
    - Amoturoides
    - Anneckeida
    - Austroamotura
    - Chrysochalcissa
    - Monodontomerus
    - Oopristus
    - Perissocentrus
    - Pradontomerus
    - Rhynchodontomerus
    - Rhynchoticida
    - Zdenekius

  - Триба Palachiini
    - Gummilumpus
    - Neopalachia
    - Palachia
    - Propalachia

  - Триба Podagrionini (или в Podagrioninae)
    - Mantiphaga
    - Micropodagrion
    - Palmon
    - Podagrion
    - Podagrionella
    - Propachytomoides

  - Триба Torymini
    - Allotorymus
    - Austorymus
    - Ecdamua
    - Lissotorymus
    - Mesodiomorus
    - Odopoia
    - Ovidia
    - Physothorax
    - Plesiostigmodes
    - Torymus

  - Триба Torymoidini
    - Aloomba
    - Platykula
    - Pseudotorymus
    - Torymoidellus
    - Torymoides

- Incertae sedis
  - Cryptopristus
  - Echthrodape
  - Exopristoides
  - Exopristus
  - Glyphomerus
  - Perissocentroides
  - Stenotorymus
  - Thaumatorymus (или в Thaumatoryminae)
  - Zaglyptonotus